# أوي غراوير
 أوي غراوير (ولد في 1 يناير 1970 في دورتموند ) هو مدرب كرة قدم ألماني ولاعب سابق.  يعمل حاليًا كمساعد مدرب في 1.اف سي كولن الثاني.

## ألقاب
- نهائي كأس الاتحاد الأوروبي : 1992-1993
- المركز الثاني في الدوري الألماني : 1991-1992

## روابط خارجية
- أوي غراوير على موقع قاعدة بيانات كرة القدم.إي يو (الإنجليزية)
- أوي غراوير على موقع بيانات كرة القدم. دي إي (الألمانية)
- أوي غراوير في ترانسفير ماركت